# Královský řád krále George Tupou I.
Královský řád krále George Tupou I. (tongánsky Ko e Fakalangilangi ‘o Kingi Sia’osi Topou I) je rytířský řád Království Tonga.

## Historie a pravidla udílení
Historie řádu není zcela jasná. Založen byl v období let 1875 až 1890 králem Georgem Tupou I. Udílen byl za mimořádné služby království. V roce 2009 byl nahrazen nově založeným Řádem královské domácnosti Tongy.

## Třídy
Řád byl udílen ve třech třídách:
- rytíř/dáma velkokříže – Řádový odznak se nosí zavěšený na široké stuze spadající z ramene na protilehlý bok. Řádová hvězda se nosí na hrudi.
- rytíř komandér/dáma komandérka – Řádový odznak se nosí na stuze kolem krku. Řádová hvězda se nosí na hrudi.
- společník – Řádový odznak se nosí na stuze na hrudi.

## Insignie
Řádový odznak má podobu stříbrné, pozlacené šesticípé hvězdy. Uprostřed je kulatý medailon s barevně smaltovaným státním znakem Tongy na bílém pozadí. Medailon je lemován červeně smaltovaným kruhem s nápisem KOE 'OTUA MO TOGA KO HOKU TOFi'A (Bůh a Tonga jsou mým dědictvím). Toto heslo je kvůli výrobní chybě zapsáno gramaticky špatně. Ke stuze je připojen pomocí přechodové prvku ve tvaru tonžské královské koruny. V případě třídy velkokříže je odznak velký 90 mm, ve třídě komandéra pak 60 mm.
Stuha z hedvábného moaré červené barvy se dvěma bílými pruhy. V případě velkokříže je stuha široká 102 mm, u třídy komandéra přibližně 41 mm a v případě třídy společníka asi 38 mm.